# Theridion insignitarse
Theridion insignitarse är en spindelart som beskrevs av Simon 1907. Theridion insignitarse ingår i släktet Theridion och familjen klotspindlar.
Artens utbredningsområde är Gabon. Inga underarter finns listade i Catalogue of Life.